# Oker (rivier)
De Oker is een zijrivier van de Aller in de Duitse deelstaat Nedersaksen. De lengte bedraagt 105 km en het stroomgebied is 1800 km².
De bron van de Oker bevindt zich op 910 meter boven zeeniveau aan de Bruchberg, de op twee na hoogste berg van de Harz. Stroomafwaarts van Altenau bevindt zich een stuwdam in de Oker, de Okertalsperre. De rivier stroomt door het dorp Oker en door Vienenburg, beide in de gemeente Goslar, Schladen, Wolfenbüttel en Braunschweig, kruist met een onderleider het Mittellandkanal en mondt, op 45 meter boven zeeniveau,  bij Müden uit in de Aller.
Van de middeleeuwen tot aan het midden van de 20e eeuw waren, vooral langs de bovenloop, talrijke mijnen, steengroeves en fabrieken langs de Oker gevestigd. De bergen aan weerszijden van de rivier waren rijk aan kalksteen, kalizout, lood, koper, zilver en zink.
- Gemeinsame Normdatei: 4102052-2
- Virtual International Authority File: 5405147270608235700002